# 김홍영
김홍영(1990년 11월 7일 ~)은 대한민국의 가수다. 2021년 싱글 [Beauful]로 데뷔했다.

## 학력
- 건국대학교 경영정보학과

## 방송
- 히든싱어 3 (2014) - 
  - 시즌 3 김태우편 준우승
  - 시즌 3 왕중왕전 11위

## 음반
- Beauful (2021)